# 聖境傳說Online
《聖境傳說》（英文名稱：Finding Neverland Online）為一款由台灣人自製研發之西方奇幻風格3D線上角色扮演遊戲（3D MMORPG）。

## 概要
《聖境傳說》由傳奇網路製作研發與發行，於2010年10月28日展開CB封閉測試，在2010年12月1日進入OB，正式上市。

## 遊戲簡介
- 《聖境傳說FNO》以「注重角色扮演與社群本質」為主要之設計概念，可愛的角色風格、豐富的遊戲系統等等皆能為玩家帶來全新的不同體驗。玩家將會在遊戲中碰到各種不同的種族：鼠人、熊人、龜人、蛙人、蜥蜴龍人、獸人及野豬人等等。每個種族各有著截然不同的背景文化，連建築風格也是各個獨樹一格，將世界觀完整呈現。
- 職業設計方面，擁有15種以上的職業供玩家選擇，並且還可隨時隨地依需求變換，使玩家在進行遊戲的同時不但能體會到各種職業所帶來的不同樂趣，更重要的是－大大提高了每個玩家面臨團隊需求時的配合度。讓遊戲回歸角色扮演最初的本質：毫無壓力地玩出屬於自己的個人特色。
- 玩家可以在遊戲中與好友們共同建立屬於自己的家園，甚至，遊走世界各地四處招募屬意的NPC來定居在自己家園中，也不是問題。招募來的NPC將會與玩家一同生活，並且還會開設各式各樣的商店做生意，有的NPC甚至會傳授居民自己的獨門技術，以提高城鎮的競爭力。
- 在城鎮中可以設定屬於自己的節日，舉辦熱鬧的慶典，並且邀請所有居民一起慶祝同樂。此外每個城鎮也能自行決定要搭蓋什麼樣的建築物，想建立一座豪華氣派的觀光城市、或是著重於工商業生產的繁華都市，全部由玩家自己來決定。

## 世界架構
- 整個世界是由五塊大陸構成：中央大陸、北方大陸、東南大陸、西南大陸、西北大陸。玩家最初是在中央大陸上冒險，隨著未來的資料片開放，將會持續探索其他未知的世界。
- 目前開放中央大陸=聖徽城和27個場景；西南大陸=6個場景；東南大陸=6個場景。

### 場景介紹
場景風格強烈，從平原、山地、森林、火山、沙漠，不會有題材重複的場景。

## 種族介紹
- 人類：活動範圍最廣泛，來自北大陸的高等智慧生物，在中央大陸曾建立起無數的國度。雖然在這個世界扮演的領導者的角色，但與其它種族也是有頻繁的各種互動。除了北方大陸殘留的原始人類部族外，在中央大陸上，現今的人類也成立了三個國家。
- 蛙人：與烏龜人同樣發源於東南邊的森林大陸，在中央大陸與人類接觸後，成為人類的好朋友，友善正直的個性深受人族喜愛。身手矯健與幽默風趣的談吐也是他們的特色。但他們的另一個種族支派‧「黑蜍」就不是這樣了，不論是在東南大陸或中央大陸上，黑蜍一直是邪惡的一方，喜好破壞、作亂。
- 烏龜人：可以說是這個世界目前所知最古老的生物族群之一，個性溫和且喜好和平。他們熟知一些古老的藥草配方、魔法以及世界失落的秘密。常給予人類最中肯的建言，是智慧與知識的象徵。但有一群受到詛咒的烏龜人，下顎長出了血腥的利牙，變成了凶惡的「牙龜」，以折磨對手為樂趣，是龜族中永遠不敢去正視的一個分支。
- 鼠人：遠渡重洋，來自世界西南方沙漠國度的嬌小種族，他們熱愛發明與經商，個性鬼靈精怪，常出一些異想天開的點子。不要小看他們，有一些驚人的機械發明是他們的創作。他們是除了蛙人外，跟人類也成為好友的種族，在各個城鎮都可以看到他們的蹤影。當初他們來到中央大陸，是為了與各種族經商，但其中一個較為邪惡的支派「盜鼠」卻為了大陸的遺產而成為了打劫破壞的強盜集團。
- 熊人：中央大陸的原始種族之一，原本生活在高山的國度。在數百年前的一場王位爭鬥中，整個種族一分為二，落敗的一方帶著憤恨不平的心情在大陸間作亂。為了熊人的名譽，部分討伐的熊人開始下山生活，並與這些壞熊發生了無數的打鬥。個性雖然耿直但難以親近的熊族，與人類花了很多時間才開始學習怎麼相處。
- 獸人：中央大陸的原始種族之一，喜好殺戮且脾氣暴躁。他們要的其實不是金錢或權力，能使他們熱衷於無數的戰鬥與殺戮的只有風中飄散的血腥味、敵人哀號與征服的快感。哪邊有戰爭，就可以在那邊看到他們的身影。
- 蜥蜴龍人：沒有人知道他們起源於哪裡，有一說是他們來自龍的分支。他們擁有天生超乎其他種族的魔力，能施展出來的死靈魔法常造成許多駭人的災難。也因為他們的超凡能力與邪惡氣息，常被野心份子所收買、利用。目前無法得知他們的根據地在哪。
- 野豬人：中央大陸的原始種族之一，比起獸人、蜥蜴龍人，野豬人分布的範圍非常廣泛。他們雖然也被分類為邪惡的種族，但他們的邪惡只能算是小惡。貪小便宜、欺負弱小、凌強欺弱都是他們的天性。有時候也會看情勢來決定他們的態勢，是所有種族中最明顯的牆邊草類型。據說他們的舊都城就位於中央大陸的某座火山之中。

## 職業介紹
- 一般職業(覺醒職業)
- 近戰防禦系：戰士(狂戰士、盾鬥士)、騎士(裁決者、守誓者)、聖騎士(血魂騎士、聖靈騎士)、龍騎士(龍魂、馭龍使)
- 近戰傷害系：盜賊(暗殺者、影忍者)、武鬥家(煉獄修羅、幻影羅剎)、舞者(劍舞者、魅舞者)、侍(劍祖、古流真傳)
- 遠距傷害系：獵人(訓獸師、獵魔者)、工程師(機甲神兵、殲滅者)、遊俠(聖箭、絕箭)、審判者(怒鐮使、槍魂使)
- 魔法傷害系：魔術師(元素大師、重力操控者)、幻術師(幻魔操控者、時間操控者)、死靈法師(闇獄使、咒術師)、魔劍士(黑劍、光劍)
- 治療輔助系：神官(審判祭司、暗影牧師)、吟遊詩人(詠戰者、生命禮讚者)、巫醫(德魯伊、薩滿)、賢者(聖嘆者、詠頌者)